# Yarriambiack Shire
Yarriambiack Shire is een Local Government Area (LGA) in Australië in de staat Victoria. Yarriambiack Shire telt 7.853 inwoners. De hoofdplaats is Warracknabeal.